# 多富気王子

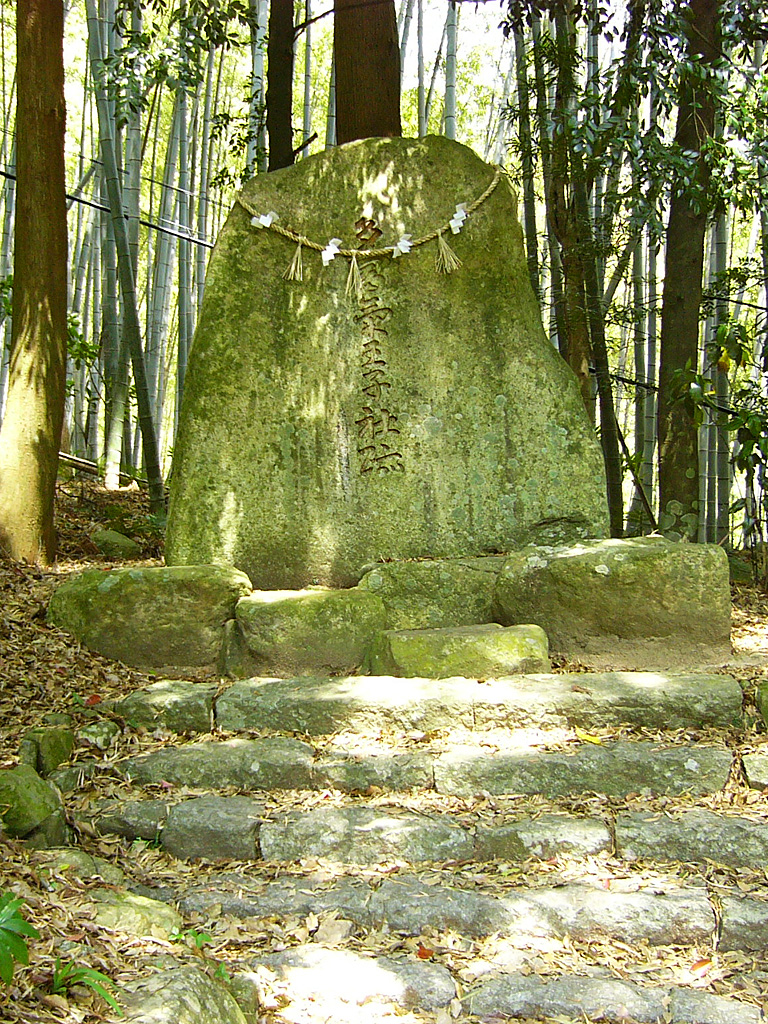
多富気王子跡

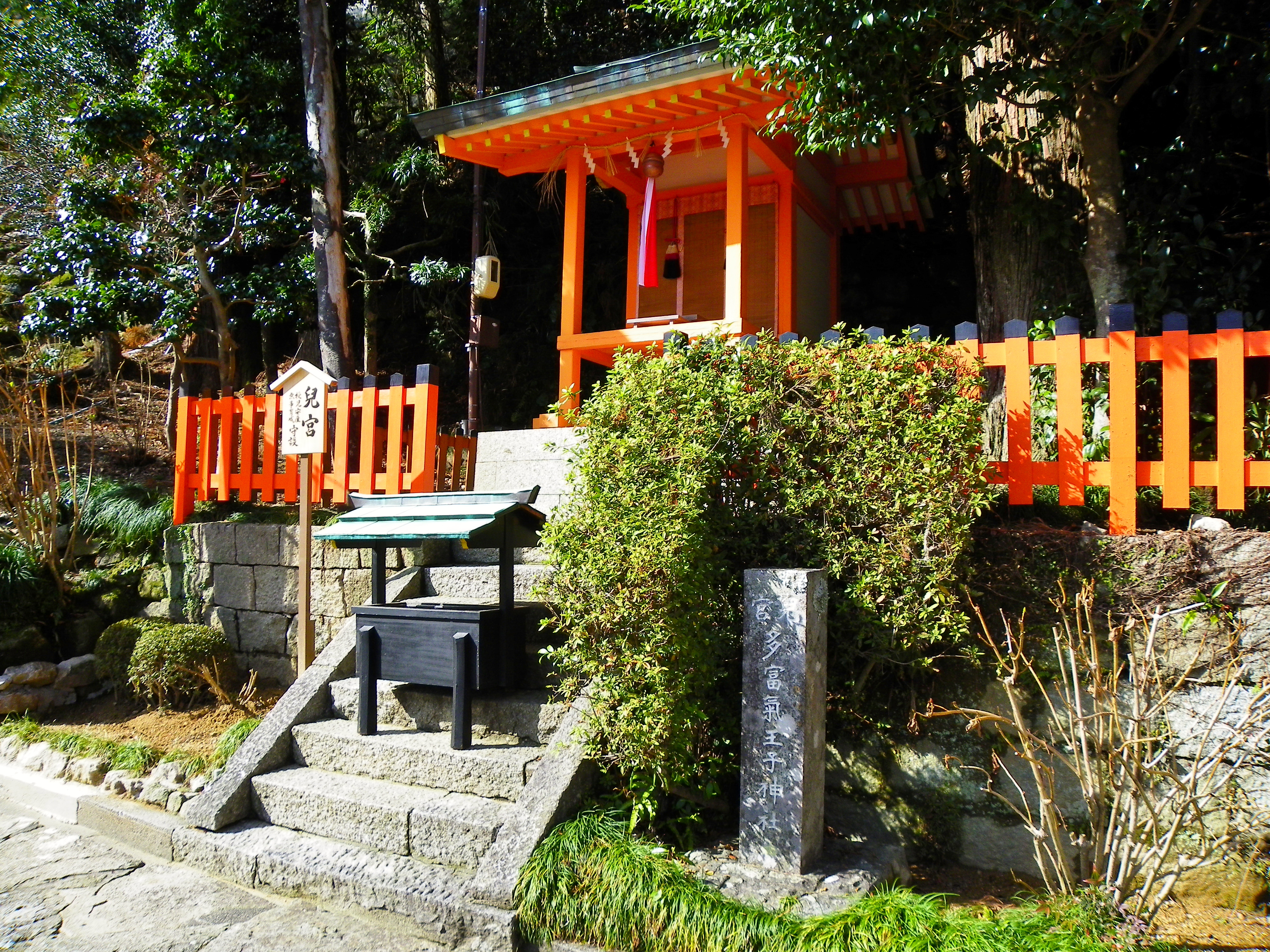
児宮

多富気王子（たふけおうじ、たぶけおうじ）は、和歌山県東牟婁郡那智勝浦町にある神社旧蹟。九十九王子の最後の一社である。大門坂登り口にほど近い、夫婦杉からすぐ上部のところにある。
『中右記』、「熊野道之間愚記」（『明月記』所収）、『修明門院参詣記』といった主要な中世参詣記には見られず、史料上で確認できるのは近世の地誌・旅行記の類においてである。『紀南郷導記』（元禄年間）には近隣の市野々村の小字である二ノ瀬にある若一王子社の小祠として記述され、寛政6年（1794年）の『熊野巡覧記』には児宮とある。
起源や由緒など、不明なところが多い。「手向け」から転じたとする説や、この王子社を設けた那智山の社僧の名にちなむとする説（『那智勝浦町史』）、那智山参詣の祓所とする説などがある。『紀伊続風土記』では若宮の名の他、道祖神を祭神とする旨の記述が見られる。江戸時代には社殿があったと伝えられているが、1877年（明治10年）に熊野那智大社の摂社のひとつ児宮として境内に移され、跡地には石碑と庚申塚のみが残されている。和歌山県指定史跡（昭和33年〈1958年〉4月1日指定）。